# Jonathan Couanon
Jonathan Couanon (né le 8 avril 1997 à Cagnes-sur-Mer) est un coureur cycliste français.

## Biographie
Jonathan Couanon naît à Cagnes-sur-Mer, dans le département des Alpes-Maritimes. Ses deux grands frères sont d'anciens coureurs cyclistes. Inspiré par ses aînés, il fait ses débuts à l'âge de six ans en VTT, avant de se tourner vers le cyclisme sur route à treize ans au Sprinter Club de Nice, dans la catégorie minimes,. Il court ensuite au Stade Laurentais, puis rejoint le Vélo-Club La Pomme Marseille dès les rangs cadets, période durant laquelle il se distingue en prenant la troisième place du championnat de France en 2013 à Albi. 
En 2014, il termine troisième et meilleur jeune du Tour du Valromey, dès sa première saison juniors (moins de 19 ans). Deux ans plus tard, il monte dans la structure DN3 du VC La Pomme Marseille, pour ses débuts espoirs (moins de 23 ans). Il se fait remarquer lors de la saison 2017 en obtenant diverses places d'honneur chez les amateurs français, notamment en Coupe de France DN3. Il devient ensuite stagiaire professionnel dans l'équipe première Delko-Marseille Provence-KTM. Sous les couleurs de cette dernière, il se classe cinquième d'une étape du Tour du lac Taihu et sixième d'une étape du Tour de Hainan au sprint. 
Après plusieurs saisons passées à Marseille, il décide de rejoindre l'AVC Aix-en-Provence en 2019, club de division nationale 1. Bon puncheur, il s'impose à quatre reprises et termine également dixième du Trofeo Piva et de Paris-Tours espoirs. Son année 2020 est perturbée par la pandémie de Covid-19, comme pour l'ensemble des coureurs. Il parvient toutefois à obtenir un succès en Espagne et de nouvelles places d'honneur. 
En 2021, il est recruté par la nouvelle équipe continentale Nippo-Provence-PTS Conti, qui évolue sous licence suisse. 
Après une première saison au niveau continental, Jonathan rejoint en 2022 une nouvelle équipe le Team Nice Métropole Côte d'Azur au même rang que son ancienne équipe. Après deux belles saisons dans cette équipe, il décide de continuer l'aventure et signe pour une année de plus.

## Palmarès
- 2014
  - 3e du Tour du Valromey
- 2015
  - 1re étape du Tour du Pays d'Olliergues
- 2017
  - 3e de la Vienne Classic
- 2018
  - Champion de PACA sur route espoirs
  - Grand Prix de Cabannes
- 2019
  - 2e étape du Tour de la Bidassoa
  - Ronde de Montauroux
  - 1re étape du Tour de Castellón
  - Grand Prix de Pontevès-Elan Varois
  - 2e du Tour de Nouvelle-Calédonie
- 2020
  - Trofeu Joan Escolà
- 2024
  - 6e étape du Tour du Maroc
  - 2e du Tour du Maroc

## Classements mondiaux
| Année                                 | 2019  | 2020 | 2021  | 2022 | 2023  | 2024  |
| ------------------------------------- | ----- | ---- | ----- | ---- | ----- | ----- |
| Classement mondial                    | 3054e | nc   | 2068e | 984e | 2054e | 1250e |
| UCI Europe Tour                       | 1879e | nc   | 1403e | 717e | nc    | nc    |
|                                       |       |      |       |      |       |       |
| Légende : nc = non classéSource : UCI |       |      |       |      |       |       |